# Corvidae
I corvidi (Corvidae Vigors, 1825) sono una famiglia di uccelli dell'ordine dei passeriformi.

## Descrizione
La famiglia comprende specie di taglia che va dai venti centimetri della ghiandaia nana agli oltre 60 cm di corvo imperiale e corvo abissino, con questi ultimi che si contendono con l'uccello lira lo scettro di passeriformi di maggior dimensioni.
L'aspetto è robusto, con testa grossa e arrotondata dal forte becco conico, lungo e affilato, dotato (con un'unica eccezione rappresentata dalla ghiandaia dei pini) di setole alla base della mandibola superiore, attorno alle narici: le ali sono lunghe e digitate, la coda è cuneiforme e anche molto lunga in alcune specie, le zampe sono robuste e munite di forti artigli.
La livrea è per antonomasia nera, talvolta con aree bianche più o meno estese o riflessi metallici: non mancano tuttavia specie dalla colorazione vivace, con aree azzurre o rosse. Nessuna specie, tuttavia (neanche quelle dalla colorazione più vivace), presenta dimorfismo sessuale apprezzabile nella colorazione o nella taglia.
Caso raro fra i passeriformi, tutti i corvidi mutano una sola volta l'anno, anziché due.

## Biologia
La maggior parte dei corvidi è tendenzialmente sociale, vivendo in coppie (che si formano dopo un lungo corteggiamento e restano assieme per tutta la vita) o in stormi più o meno temporanei: molte specie si riuniscono in gruppi soprattutto durante la nidificazione o in corrispondenza di fonti di cibo particolarmente abbondanti (grossi alberi in frutto, carcasse di grandi animali, discariche), mostrando territorialità.
I corvidi, più o meno sociali, hanno una certa tendenza alla gerarchizzazione, generalmente legata all'età, con gli esemplari più anziani che mostrano dominanza nei confronti dei giovani, i quali, dal canto loro, cercano di approfittare dell'obsolescenza dei capistormo per detronizzarli. Sebbene il verso tipico dei corvidi sia il gracchio, molte specie sono in grado di emettere suoni flautati e di imitare i suoni circostanti.
Una caratteristica comune a questa famiglia è l'intelligenza. Nei corvidi, infatti, il rapporto massa cerebrale - massa corporea è il più elevato di tutti i passeriformi e della stragrande maggioranza degli uccelli, paragonabile a quello dei delfini e delle scimmie antropomorfe: ciò consente a questi uccelli di mostrare una serie di comportamenti estremamente interessanti, come la memoria episodica, il lutto, l'autoconsapevolezza, il gioco e la fabbricazione di utensili.
La dieta dei corvidi è onnivora e molto opportunistica: questi uccelli si nutrono indifferentemente sia di cibo di origine vegetale (frutta, bacche, granaglie, verdura) che animale (invertebrati, uova, piccoli vertebrati, carcasse), a seconda della reperibilità del momento: alcune specie beneficiano della presenza dell'uomo nutrendosi degli scarti dell'alimentazione e della produzione umana.
Nei periodi di abbondanza, molte specie (soprattutto quelle delle aree temperato-fredde) tendono a conservare riserve di cibo, in genere interrando il surplus: per evitare furti, l'animale ha cura di scegliere posti accuratamente selezionati dove stipare il cibo in eccesso, prestando attenzione a non essere visti mentre li raggiungono, non di rado fingendo di nascondere del cibo con l'intento di depistare eventuali ladri.
La maggioranza delle specie è in grado di riprodursi durante tutto l'anno (pur tendendo a favorire i periodi con abbondanza di cibo per farlo): si tratta di uccelli monogami, nei quali le coppie durano per la vita (sebbene sia presente una certa infedeltà coniugale in molte specie), collaborando in tutte le fasi dell'evento riproduttivo, dalla scelta del sito dove nidificare (generalmente su un albero), alla costruzione del massiccio nido a piattaforma, alla cova (che viene svolta dalla sola femmina, imbeccata dal maschio) alle prolungate cure parentali verso i nidiacei. Durante la cova, la territorialità delle coppie aumenta (anche qualora la specie nidifichi in colonie), con alcune specie che non esitano ad attaccare gli eventuali intrusi. Molte specie vengono aiutate durante la riproduzione da giovani o adulti non riproduttivi (riproduzione cooperativa).

## Distribuzione e habitat
La famiglia ha distribuzione cosmopolita, contando esponenti in tutto il mondo, ad eccezione della punta meridionale del Sudamerica e delle calotte polari, e mostrando grande adattabilità, essendo presenti dalla taiga alle aree desertiche o alla foresta pluviale, non di rado beneficiando dell'attività umana per espandere il proprio areale: le aree a maggiore densità di specie sono le aree tropicali americane e asiatiche, mentre Africa ed Australasia sono povere di corvidi, con meno di dieci specie ciascuna.

## Tassonomia
La famiglia ha avuto molto verosimilmente origine nella radiazione evolutiva australasiana dei primi passeriformi: in seguito, i corvidi sono scomparsi dall'Oceania, ricolonizzandola solo in tempi relativamente recenti.
La famiglia comprende 25 generi, per un totale di 130 specie:
| - Genere Platylophus (1 sp.) - Genere Platysmurus (1 sp.) - Genere Perisoreus (3 spp.) - Genere Cyanolyca (9 spp.) - Genere Cyanocorax (17 spp.) - Genere Psilorhinus (1 sp.) - Genere Calocitta (2 spp.) - Genere Cyanocitta (2 spp.) - Genere Aphelocoma (7 spp.) - Genere Gymnorhinus (1 sp.) - Genere Garrulus (3 spp.) - Genere Cyanopica (2 spp.) - Genere Urocissa (5 spp.) - Genere Cissa (4 spp.) - Genere Dendrocitta (7 spp.) - Genere Crypsirina (2 spp.) - Genere Temnurus (1 sp.) - Genere Pica (3 spp.) - Genere Zavattariornis (1 sp.) - Genere Podoces (4 spp.) - Genere Nucifraga (3 spp.) - Genere Pyrrhocorax (2 spp.) - Genere Ptilostomus (1 sp.) - Genere Coloeus (2 spp.) - Genere Corvus (46 spp.) | - Dall'alto verso il basso: Corvus corax - Coloeus monedula Corvus cornix C. frugilegus - C. corone. - In alto Perisoreus canadensis Al centro Gymnorhinus cyanocephalus In basso Nucifraga columbiana. - A sinistra Pica pica, a destra Garrulus glandarius. - A sinistra Coloeus monedula A destra Nucifraga caryocatactes. - Cissa chinensis. - In alto Aphelocoma coerulescens In basso A. woodhouseii. - Cyanocorax chrysops. - Perisoreus infaustus. |

A questi si aggiungono una serie di generi fossili (Miocorvus, Miopica, Miocitta, Protocitta, Henocitta).
I corvidi vengono divisi in sei cladi di antica differenziazione (stimata in 17-20 milioni di anni fa), che possono essere resi col rango di sottofamiglie:
- un primo clado (sottofamiglia Pyrrhocoracinae), contenente il solo genere Pyrrhocorax;
- un secondo clado (sottofamiglia Crypsirininae), comprendente i generi Temnurus, Platysmurus, Crypsirina e Dendrocitta;
- un terzo clado, (sottofamiglia Cissinae), comprendente i generi Cissa e Urocissa;
- un quarto clado (sottofamiglia Perisoreinae), comprendente i generi Cyanopica e Perisoreus;
- un quinto clado (sottofamiglia Cyanocoracinae), comprendente i generi Cyanolyca, Gymnorhinus, Cyanocitta, Aphelocoma, Calocitta, Psilorhinus e Cyanocorax;
- un sesto clado (sottofamiglia Corvinae), comprendente i restanti generi, Zavattariornis, Ptilostomus, Podoces, Garrulus, Pica, Nucifraga, Coloeus e Corvus;

Mentre c'è accordo nel ritenere la famiglia Corvidae monofiletica (con l'eccezione della ghiandaia crestata, di dubbia classificazione e forse affine ai Prionopidae) e piuttosto basale fra i passeriformi, rimangono incerti i legami filetici con gli altri cladi di passeriformi basali: nella tassonomia degli uccelli di Sibley-Ahlquist, ed in seguito nelle altre indagini di tipo molecolare, sono emerse affinità coi Corcoracidae australiani e gli uccelli del paradiso, nonché una stretta parentela con le averle, delle quali i corvidi rappresenterebbero un sister taxon, e coi monarchidi.